# Os Intocáveis
Os Intocáveis (em inglês:  The Untouchables) é um filme de drama policial norte-americano, de 1987, dirigido por Brian De Palma e escrito por David Mamet. Baseado no livro The Untouchables, livro de 1957, o filme é estrelado por Kevin Costner como o agente federal do Tesouro Americano Eliot Ness, Robert De Niro como o chefão da máfia Al Capone e Sean Connery como o oficial de polícia de Chicago Jimmy Malone. O filme segue o relato autobiográfico de Ness sobre os esforços dele e de seus Intocáveis para colocar Capone atrás das grades durante a Lei Seca.
Os Intocáveis foi lançado em 3 de junho de 1987, e recebeu críticas positivas. Observadores elogiaram o filme por sua abordagem, bem como a sua direção. O filme também foi um sucesso financeiro, arrecadando 76 milhões de dólares no mercado interno. Os Intocáveis foi nomeado para quatro Oscars, dos quais Connery recebeu o de Melhor Ator Coadjuvante. No Brasil, foi lançado em 22 de outubro de 1987.
A trama do filme é baseada nos personagens da série homônima, originalmente exibida entre 1959 e 1963. A cena mais famosa do filme, com o carrinho de bebê descendo pela escadaria no meio do tiroteio, foi baseada no clássico de 1925, Bronenosets Potyomkin (br: Encouraçado Potemkin).
A trilha sonora foi composta por Ennio Morricone, sendo considerada um espetáculo a parte e compõe a atmosfera do submundo de Chicago em 1930. O apelido de "Os Intocáveis" surgiu, após as recorrentes e fracassadas tentativas de suborno de Al Capote ao grupo de Ness que frontalmente os recusava o que levou a imprensa intitularem os esquadrão policial com esse apelido.

## Sinopse
Na Chicago de 1930, na época da Lei Seca, Al Capone (De Niro) corrompe, controla e corrói a cidade da forma que ele deseja através de sua atividade rentável de venda ilegal de bebidas alcoólicas. Eliot Ness (Costner) é um agente federal do Departamento do Tesouro Americano que chega a cidade com a missão de acabar com as atividades ilegais, porém sua primeira tentativa de apreensão de bebidas fracassou devido aos policiais corruptos que informaram Capone.
Uma das motivações de Eliot Ness, recém nomeado para a força tarefa federal contra o crime organizado, é o apelo desesperado por justiça da mãe de jovem vítima dos atentados praticados pelo crime organizado naquela cidade para manter o poderio de Capone em atividades tais como venda de proteção entre outros.
Então, ele tem a chance de encontrar o policial veterano irlandês-americano e que trabalha na ronda, patrulhando uma ponte numa atividade policial não condizente com sua idade no corpo policial. Eliot percebe que isso só poderia ocorrer pela honestidade desse policial em não aceitar os favores dos criminosos que comandam seus superiores na cidade. Jim Malone (Connery), que está farto da corrupção desenfreada, se oferece para ajudar Ness, sugerindo que encontrem um homem da academia de polícia que ainda não esteja sob a influência de Capone, e ainda acredita no aspecto "fazer algum bem" da aplicação da lei. Ness, Jim Malone, o ítalo-americano Giuseppe Petri (Garcia), que mudou seu nome para George Stone ao ingressar na Academia de Polícia por sua superioridade em pontaria e integridade e o agente contador Oscar Wallace (Smith) que foi designado por Whashington para auxiliar Elliot e que nunca tinha pego uma arma na vida, formam um quarteto intocável pela corrupção, adjetivo que logo lhe é conferido pelo jornalismo após batida policial vitoriosa num dos alambiques clandestinos montados de maneira ousada. Capone depois mata a pessoa encarregada de financiar, como um aviso para seus outros subordinados.
Wallace descobre que Capone não registra uma declaração de imposto de renda há quatro anos e sugere que a equipe tente construir um caso de evasão fiscal contra ele (já que a rede de Capone o mantém bem isolado de seus outros crimes). Um vereador oferece um suborno a Ness para desistir de sua investigação, mas Ness, com raiva, a recusa. Depois que Frank Nitti (Drago), o executor de Capone, ameaça a família de Ness, Ness imediatamente muda sua esposa e filha para um esconderijo. Em uma invasão subsequente na fronteira com o Canadá, Ness e sua equipe interceptam um carregamento de bebidas. Eles matam vários bandidos e capturam um contador de Capone chamado George, a quem eles finalmente convencem a colaborar. De volta a Chicago, enquanto Wallace acompanha George da delegacia até um esconderijo, um Nitti disfarçado de policial atira nos dois matando-os. Ness confronta Capone no Hotel Lexington após os assassinatos, mas Malone intervém para salvá-lo, pedindo que Ness se concentre em convencer o promotor público a não descartar as acusações contra Capone.
Malone percebe que o chefe de polícia Mike Dorsett vendeu Wallace e George e, em uma briga com Dorsett, o obriga a revelar o paradeiro do guarda-livros de Capone, Walter Payne. Naquela noite, Malone é atraído para fora de seu apartamento por um subalterno de Capone, e Nitti o fere criticamente em uma emboscada de uma metralhadora Thompson. Ness e Stone chegam ao apartamento e antes de morrer, Malone mostra a eles em qual trem Payne está indo para fora da cidade. Em uma cena antológica inspirada em antigo clássico cinematográfico, enquanto Ness e Stone aguardam a chegada de Payne na Union Station, eles veem uma jovem mãe com duas malas e uma criança em um carrinho de bebê subindo laboriosamente os degraus do saguão. Ness finalmente decide ajudá-la, mas os gângsteres que estão protegendo Payne aparecem quando Ness e a mulher chegam ao topo da escada, e um tiroteio sangrento acontece. Embora em menor número, Ness e Stone conseguem capturar Payne vivo e matar suas escoltas sem prejudicar a mãe ou a criança.
Mais tarde, quando Payne testemunha no julgamento de Capone, Ness observa que Capone parece estranhamente calmo e sorrindo e que Nitti está usando uma arma no tribunal. O oficial de justiça remove Nitti e o revisa, descobrindo um cartão telefônico com uma nota do prefeito de Chicago, William Hale Thompson, pedindo a qualquer pessoa interessada que estenda "toda cortesia" a Nitti. A arma de Nitti é devolvida, mas quando Ness usa um dos fósforos de Nitti para acender um cigarro, ele vê o endereço de Malone escrito no interior da caixa de fósforos e percebe que Nitti é o assassino de Malone, confrontando Nitti com sua descoberta. O oficial de justiça se move para prender Nitti. Em pânico, Nitti atira no oficial de justiça antes de fugir para o telhado do tribunal. Ness persegue e captura Nitti, mas depois que Nitti zomba de Malone e se vangloria de não ir para a cadeia, Ness o mata, empurrando-o para fora da borda do telhado. Nitti, gritando, cai morto, aterrissando em um carro estacionado.
Stone dá a Ness uma lista, tirada do casaco de Nitti, que mostra que os jurados no julgamento foram subornados. A pedido de Ness, o promotor pede ao juiz para escolher os nomes de uma lista de jurados em um novo júri. Inicialmente relutante, a portas fechadas, Ness acusa o juiz de ter sido subornado, dizendo-lhe (falsamente) que seu nome também estava na lista. Posteriormente, o juiz ordena que o júri no julgamento de Capone seja trocado pelo julgamento de um divórcio não relacionado na sala do tribunal adjacente. Sabendo que ele não tem mais certeza da vitória, o advogado de Capone entra em uma confissão de culpa, apesar dos protestos enfurecidos de seu cliente. Capone é considerado culpado de sonegação de impostos e condenado a onze anos de prisão. No dia em que Capone começa a cumprir sua sentença, Ness fecha seu escritório e dá o medalhão de São Judas e a chave da caixa de chamada de Malone para Stone, como um presente de despedida. Quando Ness sai da delegacia, um repórter menciona a provável revogação da Lei Seca e pergunta a Ness o que ele fará nesse caso. Ness responde: "Acho que vou tomar uma bebida".

## Elenco principal
- Kevin Costner .... Eliot Ness
- Sean Connery .... Jim Malone
- Charles Martin Smith .... Oscar Wallace
- Andy Garcia .... George Stone
- Robert De Niro .... Al Capone
- Patricia Clarkson .... Catherine Ness
- Billy Drago .... Frank Nitti
- Richard Bradford .... Chefe Mike Dorsett
- Jack Kehoe .... Walter Payne
- Brad Sullivan .... George
- Clifton James .... Chefe do Distrito

## Produção
De Niro queria uma cena extra escrita para seu personagem, e tempo para terminar seu compromisso com a produção da Broadway Cuba and His Teddy Bear e ganhou cerca de 30 libras (14 kg) para interpretar Capone, de acordo com De Palma, De Niro foi "muito preocupado com a forma do seu rosto para a parte". Os Intocáveis começou a produção em Chicago em 18 de agosto de 1986. Locais de Chicago históricos reais foram apresentados no filme.
Um mês depois do lançamento do filme, De Palma minimizou seu papel no filme:
Sendo eu mesmo um escritor, eu não gosto de levar o crédito por coisas que eu não fiz. Eu não desenvolvi este script. David [Mamet] usou algumas de minhas ideias e ele não usou alguns deles. Eu olhava para ele mais clinicamente, como um pedaço de material que tem de ser em forma, com algumas cenas aqui ou ali. Mas, como para a dimensão moral, que é mais ou menos a concepção do roteiro, e eu só aplicava com minhas habilidades - que são bem desenvolvidas. É bom andar em sapatos de outra pessoa por um tempo. Você sai de suas próprias obsessões, você está a serviço da visão de outra pessoa, e isso é uma grande disciplina para um diretor.
Apesar de De Niro ter sido a primeira escolha de De Palma para interpretar Capone, o diretor se reuniu com Bob Hoskins para discutir o papel. Quando De Niro teve o papel, De Palma enviou a Hoskins um cheque de £20,000 com uma nota de "obrigado", o que levou Hoskins para chamar De Palma e perguntar-lhe se havia mais filmes que ele não queria que ele fizesse.
As roupas utilizadas por Robert De Niro são cópias idênticas das roupas de Al Capone, que o gângster usava quando estava vivo.
Albert H. Wolff, o único integrante vivo dos verdadeiros Intocáveis, trabalhou como consultor do filme, auxiliando o ator Kevin Costner em como Eliot Ness deveria ser caracterizado para o filme.

## Recepção
Intocáveis foi lançado em 3 de junho de 1987, em 1,012 cinemas onde o filme arrecadou 10,023,094 em sua semana de estreia e foi classificado como o sexto maior fim de semana de abertura de 1987. Ele passou a fazer 76,2 milhões de dólares na América do Norte. De acordo com o produtor Art Linson, as pesquisas realizadas para o filme mostraram que aproximadamente 50% do público eram mulheres. "Normalmente, um filme violento atrai predominantemente homens, mas isso também é comovente, sobre a redenção e os relacionamentos e por causa disso o público tende a perdoar os excessos quando se trata de violência".
Os Intocáveis recebeu críticas positivas dos críticos de cinema e tem uma classificação de 81% no Rotten Tomatoes. Vincent Canby, do The New York Times, deu ao filme uma crítica positiva  chamando-o de "um trabalho sensacional" e dizendo que era "vulgar, violento, engraçado e às vezes de tirar o fôlego". Por outro lado, Roger Ebert do Chicago Sun-Times elogiou o filme por suas sequências de ação e locais, mas desaprovou o roteiro de David Mamet e direção de Brian De Palma. Hal Hinson, em sua revisão para o Washington Post, também criticou a direção de De Palma: "E de alguma forma nós estamos aqui por adiar as coisas espetaculares que ele joga-se na tela. Instintos de contar histórias de De Palma deram lugar completamente ao seu interesse no cinema como um meio visual. Sua única preocupação real é o seu próprio estilo". Richard Schickel da revista Time, escreveu: "Roteiro elegante eficiente de Mamet não perde uma palavra, e que de Palma não desperdiçar um tiro. O resultado é uma obra densa camada movendo-se com confiança, energia compulsiva".
Ebert destacou cenas de De Niro interpretando Al Capone como a maior decepção do filme, dando louvor ao trabalho de Sean Connery. Enquanto ele foi eleito o primeiro lugar em uma pesquisa histórica da revista Empire para pior sotaque de filme, Connery foi premiado com o Oscar de Melhor Ator Coadjuvante por sua atuação. Pauline Kael chamou-lhe "um grande filme público – uma trapalhada maravilhosa" A revista Time classificou-o como um dos melhores filmes de 1987.

## Principais prêmios e indicações
Sean Connery ganhou o Oscar de melhor ator coadjuvante de 1988. O filme também teve indicações ao Oscar de melhor direção de arte (Patrizia von Brandenstein, William A. Elliott e Hal Gausman), melhor figurino (Marilyn Vance) e melhor trilha sonora original (Ennio Morricone).
Recebeu o prêmio BAFTA de 1988 na categoria de melhor trilha sonora, além de ter sido indicado nas categorias de melhor ator coadjuvante (Sean Connery), melhor figurino e melhor desenho de produção (William A. Elliott).
Recebeu o Globo de Ouro de 1988 na categoria de melhor ator coadjuvante (Sean Connery), além da indicação na categoria de melhor trilha sonora original.
Foi indicado ao prêmio César de 1988 na categoria de melhor filme estrangeiro.

### Oscar
| Prêmio                                 | Pessoa                                                   |
| Venceu:                                | Venceu:                                                  |
| -------------------------------------- | -------------------------------------------------------- |
| Melhor Ator Coadjuvante                | Sean Connery                                             |
| Nomeado:                               |                                                          |
| Melhor Direção de Arte – Decoração Set | Patrizia von Brandenstein William A. Elliott Hal Gausman |
| Melhor Figurino                        | Marilyn Vance                                            |
| Melhor Trilha Sonora                   | Ennio Morricone                                          |

## Jogo eletrônico
Um jogo eletrônico side-scrolling foi lançado pela Ocean Software em 1989 no ZX Spectrum, Amstrad CPC, Commodore 64, MSX, Amiga, DOS, e, mais tarde, NES, e SNES. Baseado livremente no filme, o jogo joga fora algumas das partes mais importantes do filme. Situado em Chicago, o principal objetivo do jogo é derrubar capangas de Al Capone até, finalmente, prendê-lo.